# Jimmy Radafison
Jimmy Radafison (ur. 15 marca 1980 w Antananarywie) – madagaskarski piłkarz grający na pozycji obrońcy. W swojej karierze rozegrał 45 meczów w reprezentacji Madagaskaru.

## Kariera klubowa
Swoją karierę piłkarską Radafison rozpoczął w klubie FC BFV. Zadebiutował w nim w 1998 roku. W 2001 roku przeszedł do SO Emyrne. W sezonie 2001 wywalczył z nim mistrzostwo Madagaskaru. W latach 2003–2004 grał w Léopards de Transfoot, z którym w sezonie 2003 zdobył Puchar Madagaskaru. W sezonie 2004/2005 występował we francuskim Football Croix-de-Savoie 74. W 2006 roku wrócił na Madagaskar i przez dwa sezony był zawodnikiem Japan Actuel’s FC.
W 2008 roku Radafison został piłkarzem seszelskiego St Louis Suns United FC. W sezonie 2010 zdobył z nim Puchar Seszeli. W latach 2013–2015 był piłkarzem St Michel United FC. W sezonach 2014 i 2015 wywalczył z nim dwa mistrzostwa Seszeli. Z kolei w latach 2016–2017 występował w Côte d’Or FC. W sezonie 2016 został z nim mistrzem, a w sezonie 2017 – wicemistrzem Seszeli. W 2018 grał w rodzimym FC Rabaza, w którym zakończył karierę.

## Kariera reprezentacyjna
W reprezentacji Madagaskaru Radafison zadebiutował 8 kwietnia 2000 roku w wygranym 2:0 meczu eliminacji do MŚ 2002 z Gabonem, rozegranym w Antananarywie. Od 2000 do 2011 rozegrał w kadrze narodowej 45 meczów.